# Vacerra
Vacerra is een geslacht van vlinders van de familie dikkopjes (Hesperiidae), uit de onderfamilie Hesperiinae.

## Soorten
- V. bonfilius (Latreille, 1824)
- V. caniola (Herrich-Schäffer, 1869)
- V. cervara Steinhauser, 1974
- V. egla (Hewitson, 1877)
- V. evansi Hayward, 1938
- V. hermesia (Hewitson, 1870)
- V. lachares Godman, 1900
- V. molla Bell, 1959